# Citoyen du Commonwealth
Un citoyen du Commonwealth est un citoyen de l'un des pays membres du Commonwealth. Ce statut confère surtout des privilèges au Royaume-Uni, les citoyens de tous les pays du Commonwealth étant reconnus en vertu du droit de la nationalité et de la citoyenneté britannique et étant dotés de privilèges dont ne peuvent jouir automatiquement les citoyens des autres pays étrangers. Instauré par la British Nationality Act de 1948 (en) et succédant au statut de sujet britannique, la citoyenneté du Commonwealth est conféré depuis aux citoyens du Royaume-Uni et des anciennes colonies de l'Empire britannique.

## Au Royaume-Uni

### Citoyens selon la loi britannique
Pays figurant à l'annexe 3 du British Nationality Act 1981 et dont les citoyens sont considérés comme des citoyens du Commonwealth :
| - Antigua-et-Barbuda - Australie - Bahamas - Bangladesh - Barbade - Belize - Botswana - Brunei (depuis 1984) - Cameroun (depuis 1999) - Canada - Chypre - Dominique - Fidji - Gambie - Ghana - Grenade - Guyana - Inde | - Jamaïque - Kenya - Kiribati - Lesotho - Malawi - Malaisie - Malte - Maurice - Mozambique (depuis 1999) - Namibie (depuis 1990) - Nauru - Nouvelle-Zélande - Nigeria - Pakistan (depuis 1989) - Papouasie-Nouvelle-Guinée - Rwanda (depuis 2010) - Saint-Christophe-et-Niévès (depuis 1983) - Sainte-Lucie | - Saint-Vincent-et-les-Grenadines - Samoa - Seychelles - Sierra Leone - Singapour - Îles Salomon - Afrique du Sud (depuis 1994) - Sri Lanka - Eswatini - Tanzanie - Tonga - Trinité-et-Tobago - Tuvalu - Ouganda - Vanuatu - Zambie - Zimbabwe |  |

### Privilèges au Royaume-Uni
Au Royaume-Uni, un citoyen d'un pays du Commonwealth a :
- le droit de vote dans tous les types d'élection (parlementaires, locales, européennes) et dans les référendums, pourvu qu'il se soit enregistré.
- le droit de se porter candidat à la Chambre des communes britannique, s'il est résident permanent.
- le droit, s'il est nommé à la Pairie du Royaume-Uni ou bien évêque de l'Église d'Angleterre, de siéger à la Chambre des lords.
- l'éligibilité d'occuper un poste public, comme celui de juge, de magistrat, de ministre, de policier ou de membre des forces armées.

## Assistance consulaire
Un citoyen du Commonwealth peut recevoir l'assistance d'une ambassade d'un autre pays du Commonwealth lorsqu'il n'existe aucune représentation diplomatique de son pays. Règle générale, les ambassades et consulats britanniques (présents dans la grande majorité du monde) sont responsables des citoyens du Commonwealth dont le pays n'est pas représenté dans un pays donné. Les citoyens canadiens et australiens, grâce à l'Entente de partage des Services consulaires Canada–Australie, peuvent aussi recevoir de l'assistance des ambassades et consulats de l'un et l'autre dans certains pays.

## Source
- (en) Cet article est partiellement ou en totalité issu de l’article de Wikipédia en anglais intitulé « Commonwealth citizen » (voir la liste des auteurs).